# Amour dans l'islam
 (mars 2017).
Si vous disposez d'ouvrages ou d'articles de référence ou si vous connaissez des sites web de qualité traitant du thème abordé ici, merci de compléter l'article en donnant les références utiles à sa vérifiabilité et en les liant à la section « Notes et références ».
L’amour tient une place centrale dans la spiritualité islamique et plus particulièrement dans l’enseignement soufi. Tôt dans l’histoire de l’islam, les grands mystiques musulmans ont en effet consacré des traités à ce thème. Le plus ancien qui nous soit parvenu est celui de Muhammad Al-Daylamî (mort en 982), ‘Atf al-Alih al-Ma’lûf ‘alâ al-lâm al-ma‘tûf. Mais un certain nombre de bibliographies indiquent qu’il ne fut pas le premier. Les plus illustres ouvrages sur ce sujet sont le Traité de l'amour d’Ibn Arabi et Le Livre de l’amour de l’imam Al-Ghazâlî.
Néanmoins, c’est dans le cadre de la poésie que les maîtres soufis célébrèrent le plus profusément l’amour. Toute leur poésie, pourrait-on dire, s'y rapporte, de près ou de loin.
Si les maîtres soufis donnent une telle importance à l'amour, c’est qu’ils considèrent la station spirituelle qui y est associée comme une des plus insignes qui soient. L’imam Al-Ghazâlî dit à ce sujet : « Aimer Dieu est l’ultime but des stations spirituelles et le plus haut sommet des rangs de noblesse. Il n’est de station au-delà de celle de l’amour qui n’en soit un fruit et un corollaire ».

## Amour et Création du Monde
Selon l’avis unanime des plus grands maîtres soufis, l’amour est à l’origine de la création du monde. Cette conviction se fonde sur la parole prophétique suivante : « J’étais un trésor caché et J’ai aimé être connu. Aussi ai-je créé les créatures et Me suis-je fait connaître d’elles. C’est ainsi qu’elles Me connurent. »[réf. nécessaire]
Le Sheikh Muhyî al-Dîn Ibn Arabi, que les gens de la voie surnomment « Le plus grand des maîtres », déclare à ce sujet : « Sache que la station spirituelle de l’amour est une station très insigne, et que l’amour est à l’origine de l’existence ».
Djami, le poète soufi de langue persane, dit au sujet de ce trésor caché ou de cette essence divine non-manifestée :
La Beauté, absolue, libre des apparences,
Paradait pour Soi seule en Sa pure radiance.
Ravissement gardant l’alcôve du Mystère,
Macule ne souillait Sa robe singulière,
Miroir ne reflétait Son visage précieux,
Et dextre ne peignait Ses très unis cheveux.
À la question « pourquoi Dieu aima-t-Il être connu ? » Ibn ‘Arabî déduit la réponse d’un autre hadîth : « Dieu est beau et aime la beauté ». Le fait que Dieu soit beau et qu’Il aime la beauté implique qu’Il s’aime Lui-même. Or, l’amour est par essence, selon lui, une force dynamique qui contraint l’amant à se mouvoir. C’est également l’avis de Jalâl al-Dîn al-Rûmî, ou Roumi, le maître de Konya à l’origine des derviches tourneurs, qui dit : « L’Amour permet aux créatures de se mouvoir ». C’est sur cette base que les maîtres soufis comprennent le verset coranique généralement cité pour parler de la cause de la création : « Je n’ai créé les djinns et les hommes qu’afin qu’ils M’adorent (et Me servent) » (Coran, 51 : 56).

## Amour prééternel
Dans la conception soufi, l’amour de Dieu pour Sa création, étant son propre mobile, ne saurait être contingent ou accidentel. Il est un amour préexistant et éternel. Dans sa petite épître consacrée au thème de l’amour, Mahmûd al-Uskudârî explique ceci : « Dieu, exalté soit-Il les aime en vertu de Sa préexistente bienveillance, non en vertu d’une cause quelconque. Il les aime pour ce qu’ils sont intrinsèquement. Puis les amants [véritables] l’aiment pour ce qu’Il est intrinsèquement, non pour un de Ses attributs ».
Voilà également ce que dit le poète soufi égyptien Ibn Al-Fârid au début de son Éloge du vin spirituel :
Un vin de cru divin nous avons consommé,
La mémoire évoquant, de notre Bien-aimée.
Nous connûmes en nos cœurs, la prime ébriété,
Quand la vigne, en la vie, n’était encore plantée.

## Aversion divine
La notion d’amour « prééternel » se heurte en apparence à celle de l’aversion divine attestée dans les textes. Un certain nombre de hadîths emploie en effet les termes de détestation ou d’aversion concernant Dieu : Dieu n’aime pas ceci ou cela ; ou Dieu n’aime pas telle catégorie de personnes.
En réponse à ce paradoxe, voila la définition que Fakhr ad-Dîn ar-Râzî donne de l’aversion en question : « La doctrine des gens de notre École est que l’aversion (karâha), chez Dieu, se rapporte à sa Volonté (irâda) de ne pas laisser une chose demeurer dans sa non-manifestation ou privation essentielle (‘Adam Aslî). »
C’est également l’avis d’Ibn ‘Arabî: « Dieu dit au sujet des catégories d’êtres qu’Il aime : « Dieu aime ceux qui se repentent » ; « Dieu aime ceux qui se purifient »… et, à l’inverse, Il se défend d’aimer certaines catégories d’homme en raison de caractéristiques qui les définissent et qu’Il n’aime pas. En somme, ce qu’indique implicitement Son discours est qu’Il aime voir disparaître ces caractéristiques. Or elles ne peuvent disparaître que par leur contraire ».

## Nature primordiale et nostalgie
Selon la conception soufie, l’esprit qu'Allah insuffla en l’être humain s’établit en celui-ci dans un mouvement descendant. Par nostalgie de la Présence divine, il tend par conséquent à revenir vers son origine. Au début de son ouvrage majeur, le Masnavi, Roumi exprime cette idée à travers cette parabole du Ney. 
Depuis qu’on me coupa de mon marais, jadis,
Les humains, homme et femme, à mes maux compatissent.
J’entonne de mon cœur la dolente élégie,
Et, par l’écho de chants, traduit sa nostalgie.
En son errance, ainsi, le cœur de l’homme incline,
Irrépressiblement, vers sa prime origine.
Ibn ‘Arabî exprime cette même idée ainsi :
Tout être humain, par nature, éprouve en soi un manque le faisant incliner vers un être existant comme support. Or son objet d’inclination n’est autre que Dieu, mais il n’en a pas conscience. C’est pourquoi le Seigneur déclare : « ô vous qui croyez, l’indigence vous appelle à Dieu ». Il dit en somme aux gens : cette indigence que vous éprouvez a pour objet le Très-Haut et nul autre que lui, mais vous ne le reconnaissez pas.

## L’amour de Dieu exclusif
La condamnation de l’inclination pour les objets d’amour autres qu'Allah ou les « altérités »  (ghayr, ou siwâ en arabe), apparaît dans littérature soufie comme une orientation prioritaire. Le Coran se fait l’écho de cette nécessité d’aimer Dieu plus que tout : « Il est des hommes qui adoptent conjointement à Dieu des pairs. Ils les aiment comme ils aiment Dieu. Mais ceux qui croient vouent à Dieu un amour plus grand encore ». (Coran, 35 : 15).
Ibn Al-Fârid dit en ce sens :
À mon dogme d’amour je ne puis me soustraire :
M’en écarté-je un jour, que je trahis mes frères !
Et si par distraction la pensée m’éconduit
Vers un autre que Toi, c’est une apostasie !
Mais la formulation soufie peut parfois laisser croire que le but en cela est de ne rien aimer dans ce monde pour pouvoir aimer Dieu seul. Mais c’est précisément à travers le miroir du monde que l’homme peut aimer Dieu, le Coran déclarant : « Nous leur montrerons nos signes en les horizons et en eux-mêmes, afin qu’ils réalisent qu’il s’agit du Vrai (ou de la vérité) » (Coran, 41 : 53). En définitive l’être n’a d’objet d’amour réel que Dieu. Mais la distinction se situe précisément dans la conscience qu’il a ou non du fait que ces objets sont autant de support d’évocation de l’Aimé divin.
La tradition prophétique emploie très communément une formule synthétique pour évoquer cette très subtile intégration de l’amour des êtres dans l’amour de Dieu. Elle dit précisément : aimer quelqu’un « en » Dieu. Le mot « en » (fî) évoque expressément un amour inclusif et non exclusif.